# Misumena quadrivulvata
Misumena quadrivulvata är en spindelart som beskrevs av Pelegrín Franganillo Balboa 1926. 
Misumena quadrivulvata ingår i släktet Misumena och familjen krabbspindlar. Artens utbredningsområde är Kuba. Inga underarter finns listade i Catalogue of Life.